# Cytherea cyrenaica
Cytherea cyrenaica är en tvåvingeart som först beskrevs av Mario Bezzi 1926.  Cytherea cyrenaica ingår i släktet Cytherea och familjen svävflugor.
Artens utbredningsområde är Libya. Inga underarter finns listade i Catalogue of Life.